# Musée des civilisations de Côte d'Ivoire
Le musée des civilisations de Côte d’Ivoire est un musée d’État situé à Abidjan, la capitale économique, exposant des pièces   ethnographique, archéologique et iconographique venant de toutes les régions du pays.
Il est situé dans la commune du Plateau et s’étend sur une superficie de 2 hectares.

## Histoire
Dans les années 1940, tous les événements à caractères culturels des colons sont suspendus jusqu'à nouvel ordre. Toutefois, afin de tirer des profits de cet édifice, le gouverneur Hubert Deschamps décide de le transformer en centre artisanal. En 1942, toutes sortes d'artisans s'y installent alors.
En 1944, le gouverneur Jean-Luc Tournier chargé de la gestion du centre le rebaptise « Centrifan ». Le centre est rattaché à l’IFAN la même année.
Le Centrifan devient en fait un lieu de collecte et de conservation des pièces authentiques. La même année, le bâtiment principal devient une salle d’exposition. Les artisans occupaient le bâtiment actuellement réservé à l’administration. En 1947, la gestion du Centrifan est confiée à l’ethnologue Bohumil Holas, qui la conservera jusqu’à sa mort en 1979. Le Centrifan prend le nom de Centre des Sciences Humaines en 1961 puis musée national d’Abidjan en 1972.
Finalement, en 1994, l’institution reçoit son appellation actuelle, musée des civilisations de Côte d’Ivoire, suggérée par le professeur Georges Niangoran-Bouah.
En mai 2006, Silvie Memel-Kassi, directrice du musée d'art contemporain de Cocody depuis 13 années, succède à Hortense Awalé Zagbayou comme directrice du musée des civilisations.
La crise ivoirienne de 2010-2011 et les combats survenus à Abidjan en avril 2011 vont entraîner le pillage du musée et le vol d'une centaine d'objets traditionnels.

## Les collections
Le musée des civilisations dispose d’un fonds muséographique riche et varié estimé à 15 210 pièces authentiques issues de toutes les régions de la Côte d’Ivoire.
De types ethnographique, archéologique et iconographique, les collections du musée sont composées de diverses catégories d’objets :  statues, masques, instruments de musique, pièces archéologiques, attributs de pouvoir, poids à peser l'or, objets usuels, parures, photographies, entraves d’esclaves, portes sculptées, poterie, textile, etc.
Ces spécimens font du musée des civilisations l'une des institutions patrimoniales les plus importantes de la sous-région.